# Arija Rizvić
Arija Rizvić (Rijeka, 13. studenog 1993.) je hrvatska kazališna redateljica i glumica.

## Životopis
Uz opću gimnaziju pohađala je i Školu za klasični balet pri HNK I.pl Zajc te Školu solo pjevanja. Osim u baletnim predstavama glumila je i u mjuziklu Guslač na krovu u HNK Zajc u Rijeci gdje je imala ulogu Sprintze. Nakon gimnazije odlazi u Zagreb na studij Kazališne režije i radiofonije na Akademiji dramske umjetnosti gdje je diplomirala. Godine 2015. sudjelovala je na Biennale College Theatre u sklopu Venecijanskog Biennala gdje je pohađala masterclass kod jednog od najvećih svjetskih kazališnih redatelja Thomasa Ostermeiera te workshop njemačkog redatelja Falka Richtera i to kao jedini predstavnik  hrvatske kazališne scene gdje je izabrana od preko 1000 kandidata iz cijelog svijeta na Biennale College Theatre. Iste godine dobila je poziv od redatelja Thomasa Ostermeiera za stažiranje na poznatoj Dramskoj Akademiji Max Reinhardt u Beču gdje je Ostermeier gostovao kao predavač na glumačkoj klasi i gdje mu stažira kao mladi redatelj. Sudjelovala je i na radionicama kazališnog festivala Fast Forward 2015 u Braunschweigu, Njemačka. Asistirala je redateljima Januszu Kici (Ljudi od voska, HNK Zagreb), Jerneju Lorenciju (Lulu, HNK Zagreb), Dori Ruždjak (opera Agrippina, HNK Zagreb), Borisu Liješeviću (Bella figura, HNK Zagreb).
Dosad je postavila svoje predstave i to: Predstava Povratak (S.Tucić) za koju je dobila Nagradu publike za najbolju predstavu na Festivalu Marulićevi dani u Splitu 2018., te dvije glumačke nagrade za istu predstavu na Festivalu glumca u Vinkovcima 2018., zatim San ljetne noći (Mendelssohn – Shakespeare) veliki glazbeno- scenski projekt s orkestrom, zborom i glumcima izveden u VD Lisinski u Zagrebu pod dirigentskim vodstvom Mladena Tarbuka, predstavu Nakon Katarine: ruski velikani 19. stoljeća izvedenu u atriju Galerije Klovićevi dvori u Zagrebu, a realiziranu u sklopu velike izložbe Katarina Velika – carica svih Rusa iz Državnog muzeja Ermitaž, Venere i Adon (M.Držić) glazbeno-dramski projekt s glumcima i glazbenicima te autorskom glazbom kompozitora Šimuna Matišića izveden u dvorani F22, Zagreb, Staklena menažerija (T. Williams) izvedena u Teatru &TD 2016.g. u Zagrebu, Čudesno vodstvo Julija Klovića - predstavu za djecu u Galeriji Klovićevi dvori, a koja je i gostovala na Međunarodnom dječjem festivalu u Šibeniku 2019., zatim je režirala i Tri X i ja (F.Nola) u ZKM Zagreb, a koja je nominirana za nagradu Zlatni studio u kategoriji Najbolje predstave godine. Glumila je i u raznim kazališnim projektima. u 2019.g. glumila je u HNK Zagreb u predstavi Faustov Mefisto, u kojoj je igrala čak tri ženske uloge, a u ulozi Margarete u predstavi je pjevala uživo s bendom songove koje je skladao Nikša Kušelj.
Glumila je kao Maja Krpan u seriji Drugo ime ljubavi, što je ujedno i njena prva televizijska uloga.
Sudjelovala je i pobjedila u HRT-ovom showu Zvijezde pjevaju 2020, gdje joj je partner bio pjevač Marko Kutlić. 
Također 5. prosinca 2020. izašla je premijera njezine nove predstave "Da sam ptica" koju je režirala, a u kojoj glume Daria Lorenci Flatz i Tarik Filipović. 
Zaručena je za sportskog novinara Marka Vargeka.

## Filmografija

### Televizijske uloge
- "Sjene prošlosti"  kao Blanka Kos (2024.)
- "Brod u boci" kao profesorica Petra (2024.)
- "San snova" kao Kristina Ćuk (2023. – 2024.)
- "Drugo ime ljubavi" kao Maja Krpan (2019. – 2020.)

### Tevizijske emisije
- "Superstar 2024." kao voditeljica (2024.)
- "5.com s Danielom" kao gošća (2022.)
- "U svom filmu" kao gošća (2022.)
- "Volim Hrvatsku" kao gošća (2020.)
- "Zvijezde pjevaju" kao natjecateljica (2020.)
- "Zlatni studio 2020." kao nominirana (2020.)

### Kazališne predstave
- "Ženski orkestar" – HNK Šibenik, kao redateljica (2022.)
- "Znanstvenici superheroji" – Boss teatar, kao redateljica (2022.)
- "64" – HNK Zagreb, kao redateljica (2021.)
- "Da sam ptica" – Fiji grupa, Ustanova Festum Umag (2020.)
- "Tri X i ja" – Tri X i ja, kao redateljica (2019.)
- "Nakon Katarine: ruski velikani 19. stoljeća" – kao redatljica (2018.)
- "Faustov Mefisto" – Aplauz teatar,  Ustanova Festum Umag, HNK Zagreb, kao Margareta (2018.)
- "Čudesno vodstvo Julija Klovića" – kao redateljica (2018.)
- "Bez povratka ili izvedba odlaska" – kao redateljica (2018.)
- "Povratak" – ADU, Eurokaz, Hrvatska kuća, kao redateljica (2017.)
- "Venere i Adon" kao redateljica (2017.)
- "Staklena menažerija" kao redateljica (2016.)
- "Ljudi od voska" – HNK Zagreb kao asistentica redatelja (2016.)
- "San ljetne noći" – kao redateljica (2016.)
- "Bella figura" – HNK Zagreb kao asistentica redatelja (2015.)

## Vanjske poveznice
- Tko je Arija Rizvić, zgodna buntovnica iz serije 'Drugo ime ljubavi' - tportal